# Nádképű csenkesz

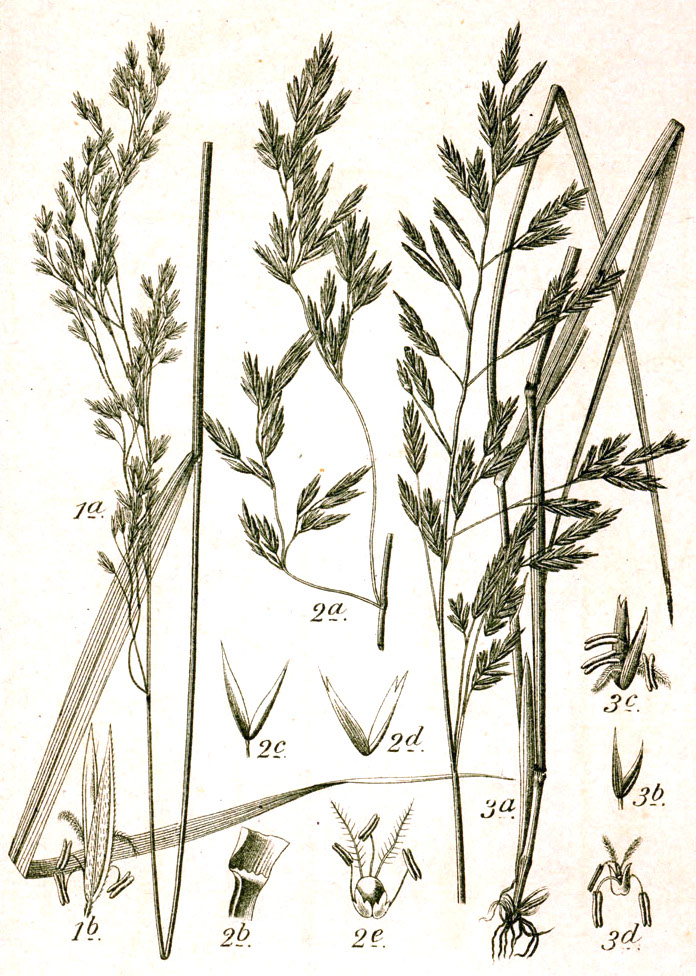
1. Festuca silvatica Vill.
2. F. arundinacea
3. F. elatior L. (Jacob Sturm illusztrációi Johann Georg Sturm: Deutschlands Flora in Abbildungen című könyvéhez, 1796)

A nádképű csenkesz (Festuca arundinacea) vagy más néven nádas csenkesz az egyszikűek (Liliopsida) osztályának perjevirágúak (Poales) rendjébe, ezen belül a perjefélék (Poaceae) családjába tartozó faj.

## Előfordulása
A Földközi-tenger térségéből terjedt el az Óvilágba.

## Megjelenése
Csomósan-bokrosan növő, durva szálfű. Gyökértörzses.
Erős szárai és szőrtelen levelei fölfelé állnak, és mintegy 50–110 centiméteresre (ritkán másfél méterig) nőnek. A fiatal (3–10 milliméter széles) fűszálak pödröttek. Annyira erősen erezettek, hogy tapintásuk a nádéra emlékeztet. A levelek színe fényes, durva tapintású, a fonákuk sötétzöld. A levélhüvelyek alsó része enyhén bíborvörös árnyalatú. A nyelvecske rövid, világoszöld, a fülecske erősen szőrös.
Virágzata füzér: a buga 20–40 centiméter hosszú, laza szerkezetű, nagyjából téglalap alakú. A buga ágait apró tüskék érdesítik; az elvirágzott buga szétterül. A buga színe rendszerint kissé bordós, amivel karakteresen különbözik a többi csenkesz fajtól. A toklász rendszerint közepén a legszélesebb.
Magvai középnagyok (5–6 milliméter hosszúak); 1000 mag tömege körülbelül 2–2,5 gramm.

## Életmódja
Évelő, gyakori a nyirkos réteken, vízpartokon, kaszálókon, lápréteken, mocsárréteken, legelőkön.
Erőteljesen nő; más fűfajtákat kiszoríthat. A törzsváltozat enyhén fagyérzékeny; a Magyarországon honos változatok a hideget és a meleget egyaránt gond nélkül tűrik. A szárazságot is jól tűri, de ha locsolják, jobban nő.
Az alacsony nyírást (4 cm alatt) nem tűri.

## Alfajok, változatok
- Festuca arundinacea subsp. arundinacea
- Festuca arundinacea subsp. atlantigena
- Festuca arundinacea subsp. cirtensis
- Festuca arundinacea subsp. fenas
- Festuca arundinacea subsp. orientalis
- Festuca arundinacea subsp. uechtritziana
- Festuca arundinacea var. spuria (St.-Yves) Hayek - szinonimája: Festuca elatior St.-Yves

Termesztett fajták:
- F. a. „Farandole”
- F. a. „Merlin Gold”
- F. a. „Amalia” (rendkívül szárazságtűrő)
- F. a. „Bingo”
- F. a. „Houndog 5”
- F. a. „Reserve”
- F. a. „Starlet”
- F. a. „Tomcat”